# Pryputni (obwód chmielnicki)
Pryputni (ukr. Припутні) – wieś na Ukrainie, w obwodzie chmielnickim, w rejonie szepetowskim, w hromadzie Zasław. W 2001 roku liczyła 556 mieszkańców.
Znajduje się tu przystanek kolejowy Pryputni, położony na linii Szepetówka-Tarnopol.